# Canonica di Adelsried
La canonica di Adelsried, un comune del circondario di Augusta nella regione amministrativa bavarese della Svevia, fu costruita nel 1692. Situata in Kirchgasse 4, è stata dichiarata monumento protetto.
L'edificio a due piani con tetto a due falde presenta cinque assi di finestre sul lato della gronda. Il portale con lucernario è progettato in modo semplice.

## Letteratura
- Bernd-Peter Schaul: Svevi. A cura di: Michael Petzet, Ufficio statale bavarese per la conservazione dei monumenti (= Monumenti in Baviera. Volume VII). Oldenbourg, Monaco 1986, ISBN 3-486-52398-8.